# Betty Smith (Musikerin)
Betty Smith (* 6. Juli 1929 in Sileby, Leicestershire; † 21. Januar 2011 in Kirby Muxloe, Leicestershire) war eine britische Jazzmusikerin (vor allem Tenorsaxophon, Gesang, dann auch Piano) und Bandleaderin, die auch in den Vereinigten Staaten Erfolge hatte.

## Leben und Wirken
Betty Smith stammte aus einer Familie von Posaunisten. Zunächst spielte sie mit neun Jahren Altsaxophon in der Jugendband Archie’s Juveniles; in ihrer Jugendzeit wandte sie sich dem Jazz zu. Mit 15 Jahren verließ sie die Schule, um als professionelle Musikerin zu arbeiten. 1947 tourte sie mit dem Pianisten Billy Penrose durch den Nahen Osten; danach wurde sie Mitglied in Ivy Bensons Girls’ Band. Es folgten Auftritte in Nürnberg; während der Berlin-Blockade 1948 kam sie mit Rudy Staritas All Girls Band in die Stadt, um vor den britischen Truppen aufzutreten. 1950 ging sie zu Freddy Randalls Dixieland-Band, mit der sie 1956 auch in den Vereinigten Staaten tourte.
Nachdem Randall 1957 seine Band aufgelöst hatte, gründete Smith ihr eigenes Quintett, zu dem ihr Ehemann, der zuvor bei Randall spielende Bassist Jack Peberdy, und der Pianist Brian Lemon gehörten. In einem gemeinsamen Programm mit Bill Haleys Comets tourte sie durch die USA und hatte dort mit Bewitched einen Charterfolg. Smith spielte einige Singles und EPs für Tempo und London Records ein; 1959 erschien die LP My Foolish Heart. In den 1960er Jahren konzertierte sie mit ihrem Quintett in Guernsey und auf dem Ozeanlinienschiff RMS Franconia, wo sie auch als Vokalistin auftrat. Sie sang auch im Ted Heath Orchestra und hatte eine kurzzeitige Radiosendung bei Radio Luxembourg. In ihren späteren Jahren arbeitete sie mit Kenny Baker und den weiteren ehemaligen Ted Heath-Musikern Don Lusher und Jack Parnell, mit denen sie Anfang der 1970er Jahre das All-Star-Sextett Best of British Jazz gründete. Mit der Formation nahm sie zwei Alben auf. Daneben spielte sie auch in Eggy Ley’s Hotshots. 1985 musste sie krankheitsbedingt ihre Karriere unterbrechen; in ihren letzten Jahren trat sie noch gelegentlich als Sängerin und Pianistin auf.

## Diskografische Hinweise
- Betty Smith’s Skiffle: Double Shuffle (Single, Tempo, 1957) mit Brian Lemon, Terry Walsh, Jack Peberdy, Stan Bourke
- Betty Smith Quintet: Lulu’s Back in Town, Sweet Georgia Brown, There’ll Be Some Changes Made, Little White Lies. (EP, Tempo Records, ca. 1957)
- Bewitched/Hand Jive (Single, London, 1958)
- My Foolish Heart (LP, London, 1959)

## Lexigraphischer Eintrag
- John Chilton: Who’s Who of British Jazz, Continuum International Publishing Group 2004, ISBN 0-8264-7234-6